# 碳酸铽
碳酸铽是一种无机化合物，化学式为Tb2(CO3)3。

## 化学性质
碳酸铽可溶于酸，放出二氧化碳：
Tb2(CO3)3 + 6 H+ → 2 Tb3+ + 3 H2O + 3 CO2↑
碳酸铽在高温下分解，生成铽的氧化物。